# Flustret

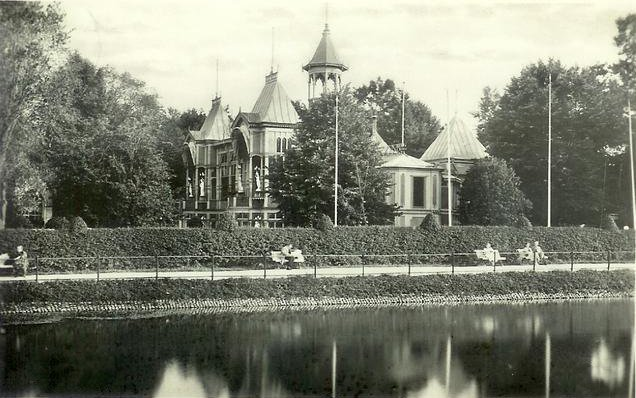
Flustret anno dazumal

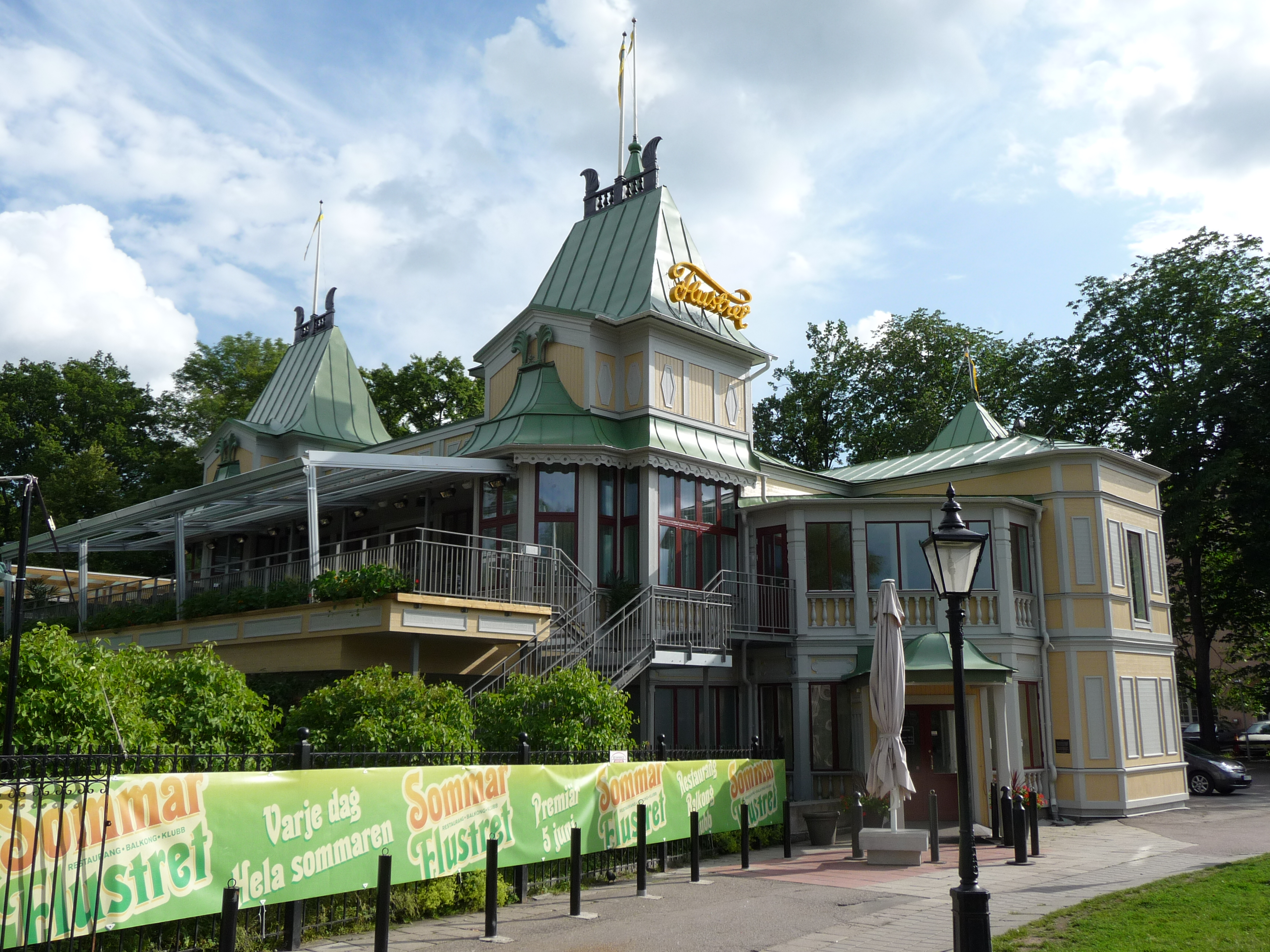
Flustret år 2009

Flustret är en anrik restaurang och ett lika anrikt dansställe i Uppsala vid Fyrisån och Svandammen.

## Historia
Flustret etablerades år 1842 av källarmästare Sven Norberg med namnet "Strömparterrens schweizeri", och var då något mindre än idag. Studenthumorn döpte snabbt om det till Lilla Fördärvet, i motsats till Stora Fördärvet, dvs konkurrentkrogen Hagalund, mittemot på andra sidan Fyrisån. Namnet levde inte länge, för snart började studenterna i stället kalla etablissemanget Flustret eftersom folk samlades där likt bin på ett fluster på en bikupa. Byggnaden var på denna tid utformad som en paviljong och man tyckte att denna påminde till utseendet om en bikupa. Detta intryck förstärktes ännu mer när det var ett stort folkmyller där. Byggnaden byggdes om något 1858 då den fick sin andra våning och blev större. 1872 fick byggnaderna sina torn, och därefter har byggnaden i princip sett likadan ut fram till idag. Både Flustret och den förste källarmästaren Norberg nämns i sångsamlingen Gluntarne (c:a 1850) i sång nummer 13, vers 2.

## Nutid
1984 drabbades byggnaden av en stor brand, men reparerades till samma utförande som den hade före branden. Flustret genomgick från 2006 en omfattande restaurering och renovering av byggnaden som var klar 2011 med ny nattklubb på övervåningen. Nattklubben är ritad och designad av Alexander Lervik. Idag är Flustret en nöjeskrog där allt från mässor, krogshower och stora middagar anordnas.